# Йероглифова костенурка
Pseudemys concinna е вид костенурка от семейство Блатни костенурки (Emydidae). Възникнал е преди около 0,0117 млн. години по времето на периода кватернер. Видът не е застрашен от изчезване.

## Разпространение
Разпространен е в САЩ (Алабама, Арканзас, Вирджиния, Джорджия, Западна Вирджиния, Илинойс, Индиана, Канзас, Кентъки, Луизиана, Мисисипи, Мисури, Оклахома, Охайо, Пенсилвания, Северна Каролина, Тексас, Тенеси, Флорида и Южна Каролина).

## Описание
Продължителността им на живот е около 44 години.